# العلاقات البوتسوانية العمانية
العلاقات البوتسوانية العمانية هي العلاقات الثنائية التي تجمع بين بوتسوانا وسلطنة عمان.

## مقارنة بين البلدين
هذه مقارنة عامة ومرجعية للدولتين:
| وجه المقارنة                                              | بوتسوانا                       | سلطنة عمان    |
| --------------------------------------------------------- | ------------------------------ | ------------- |
| المساحة (كم2)                                             | 581.74 ألف                     | 309.50 ألف    |
| عدد السكان (نسمة)                                         | 2.29 مليون                     | 4.64 مليون    |
| الكثافة السكانية (ن./كم²)                                 | 3.94                           | 14.99         |
| العاصمة                                                   | غابورون                        | مسقط          |
| اللغة الرسمية                                             | لغة إنجليزية                   | اللغة العربية |
| العملة                                                    | بولا بوتسواني                  | ريال عماني    |
| الناتج المحلي الإجمالي (بليون دولار)                      | 17.41 مليار                    | 72.64 مليار   |
| الناتج المحلي الإجمالي (تعادل القوة الشرائية) بليون دولار | 35.84 مليار                    | 179.49 مليار  |
| الناتج المحلي الإجمالي الاسمي للفرد دولار أمريكي          | 6.36 ألف                       | 15.55 ألف     |
| الناتج المحلي الإجمالي للفرد دولار أمريكي                 | 16.10 ألف                      | 38.63 ألف     |
| مؤشر التنمية البشرية                                      | 0.698                          | 0.793         |
| رمز المكالمات الدولي                                      | +267                           | +968          |
| رمز الإنترنت                                              | .bw                            | عمان          |
| المنطقة الزمنية                                           | ت ع م+02:00، توقيت وسط إفريقيا | ت ع م+04:00   |

## منظمات دولية مشتركة
يشترك البلدان في عضوية مجموعة من المنظمات الدولية، منها:
| علم المنظمة | اسم المنظمة                               | تاريخ انضمام بوتسوانا | تاريخ انضمام سلطنة عمان |
| ----------- | ----------------------------------------- | --------------------- | ----------------------- |
|             | مؤسسة التنمية الدولية                     | 24 يوليو 1968         | 1973                    |
|             | يونسكو                                    | 16 يناير 1980         | 10 فبراير 1972          |
|             | وكالة ضمان الاستثمار متعدد الأطراف        | 15 مايو 1990          | 1989                    |
|             | الأمم المتحدة                             | 17 أكتوبر 1966        | 7 أكتوبر 1971           |
|             | الاتحاد البريدي العالمي                   | ?                     | ?                       |
|             | البنك الدولي للإنشاء والتعمير             | 24 يوليو 1968         | 1971                    |
|             | الاتحاد الدولي للاتصالات                  | 2 أبريل 1968          | 28 أبريل 1972           |
|             | منظمة حظر الأسلحة الكيميائية              | ?                     | ?                       |
|             | مؤسسة التمويل الدولية                     | 23 مارس 1979          | 1973                    |
|             | المركز الدولي لتسوية المنازعات الاستشارية | 14 فبراير 1970        | 1995                    |
|             | منظمة التجارة العالمية                    | ?                     | 2000                    |
|             | منظمة الشرطة الجنائية الدولية             | ?                     | ?                       |

## وصلات خارجية
- موقع وزارة الخارجية البوتسوانية
- موقع وزارة الخارجية العمانية